# Кочетковский
Кочетковский — посёлок в Красноармейском районе Самарской области. Входит в состав сельского поселения Ленинский.

## География
Село находится в южной части области, на востоке района, в пределах низкого Сыртового Заволжья, в степной зоне, в 5,5 км к юго-востоку от посёлка Ленинский, в 12 км к востоку от села Красноармейское, в 53 км к югу от Самары.
Имеется крупный пруд на реке в посёлке.

### Климат
Климат характеризуется как континентальный, засушливый, с жарким летом и холодной малоснежной зимой. Среднегодовая температура воздуха — 4,7 °С. Средняя температура воздуха самого тёплого месяца (июля) — 21,6 °C (абсолютный максимум — 41 °C); самого холодного (января) — −12,7 °C (абсолютный минимум — −46 °C). Среднегодовое количество атмосферных осадков составляет 420 мм, из которых 277 мм выпадает в период с апреля по октябрь. Снежный покров держится в течение 136 дней.

## История
В 1973 году Указом Президиума ВС РСФСР посёлок отделения № 2 совхоза имени Ленина переименован в Кочетковский.

## Население
| 2010 |
| ---- |
| 305  |

## Инфраструктура
Вблизи посёлка ведётся добыча нефти (Софинско-Дзержинское месторождение).

## Транспорт
Через посёлок проходит автодорога Красноармейское — Ленинский — Кочетковский — Яблоновый Овраг — А300 «Самара — Уральск».